# کیت میچل
کیت میچل (انگلیسی: Keith Mitchell؛ زادهٔ ۱۲ نوامبر ۱۹۴۶) یک سیاست‌مدار اهل گرنادا است.